# Ribes rubrum
Lý chua đỏ (gần đây còn gọi là nho chuỗi ngọc đỏ) là một loài thực vật có hoa trong họ Grossulariaceae. Loài này được Carl von Linné miêu tả khoa học đầu tiên năm 1753.
Đây là loài bản địa một số khu vực phía tây châu Âu (Bỉ, Vương quốc Anh (Anh, Scotland, Bắc Ireland và xứ Wales), Pháp, Na Uy, Thụy Điển, Đức, Hà Lan, miền bắc nước Ý, phía Bắc Tây Ban Nha, Bồ Đào Nha và Ba Lan). Loài cây này được trồng rộng rãi và đã lan vào rừng ở nhiều khu vực.